# Liste der Biografien/Ast
Liste der Biografien |
Portal Biografien |
Personensuche
# |
A |
B |
C |
D |
E |
F |
G |
H |
I |
J |
K |
L |
M |
N |
O |
P |
Q |
R |
S |
T |
U |
V |
W |
X |
Y |
Z |
?
 
Aa |
Ab |
Ac |
Ad |
Ae |
Af |
Ag |
Ah |
Ai |
Aj |
Ak |
Al |
Am |
An |
Ao |
Ap |
Aq |
Ar |
As |
At |
Au |
Av |
Aw |
Ax |
Ay |
Az
 
Asa |
Asb |
Asc |
Asd |
Ase |
Asf |
Asg |
Ash |
Asi |
Asj |
Ask |
Asl |
Asm |
Asn |
Aso |
Asp |
Asq |
Asr |
Ass |
Ast |
Asu |
Asv |
Asw |
Asy |
Asz
Die Liste der Biografien führt alle Personen auf, die in der deutschsprachigen Wikipedia einen Artikel haben. Dieses ist eine Teilliste mit 299 Einträgen von Personen, deren Namen mit den Buchstaben „Ast“ beginnt.

## Ast
- Ast, Adolf (1874–1936), Schweizer Politiker
- Ast, Balthasar van der († 1657), niederländischer Maler von Stillleben
- Ast, Christian (* 1971), deutscher Basketballspieler
- Ast, David Bernard (1902–2007), US-amerikanischer Zahnarzt und Beamter des New York State Department of Health
- Ast, Doug (* 1973), kanadischer Eishockeyspieler
- Ast, Florian (* 1975), Schweizer Pop-Musiker
- Ast, Friedrich (1778–1841), deutscher Klassischer Philologe
- Ast, Gottlieb (1874–1919), estnischer Politiker
- Ast, Hiltraud (1923–2020), österreichische Volkskundlerin und Heimatforscherin
- Ast, Janine (* 1974), deutsche Volleyballspielerin
- Ast, Karl (1886–1971), estnischer Schriftsteller
- Ast, Ludwig von († 1455), Bischof von Worms (1445), Dompropst, kurpfälzischer Kanzler, Kanzler der Universität Heidelberg
- Ast, Marek (* 1958), polnischer Politiker und Sejm-Abgeordneter
- Ast, Miriam (* 1989), deutsche Jazzmusikerin (Gesang, Altsaxophon, Komposition)
- Ast, Philipp Heinrich (1848–1921), deutscher Schäfer und Kräuterheiler
- Ast, Walter (1884–1976), deutscher Maler, Zeichner, Grafiker und Kunsterzieher

### Asta
- Ásta Árnadóttir (* 1983), isländische Fußballspielerin
- Ásta Birna Gunnarsdóttir (* 1984), isländische Handballspielerin
- Ásta Breiðfjörð Gunnlaugsdóttir (* 1961), isländische Fußballspielerin
- Ásta Eir Árnadóttir (* 1993), isländische Fußballspielerin
- Ásta Guðrún Helgadóttir (* 1990), isländische Politikerin (Píratar)
- Ásta Halldórsdóttir (* 1970), isländische Skirennläuferin
- Ásta Ragnheiður Jóhannesdóttir (* 1949), isländische Politikerin (Allianz)
- Ásta Sigurðardóttir (1930–1971), isländische Schriftstellerin und Illustratorin
- Asta, Antonino (* 1970), italienischer Fußballspieler und -trainer
- Asta, Salvatore (1915–2004), italienischer Geistlicher, römisch-katholischer Erzbischof und vatikanischer Diplomat
- Asta, Simon (* 2001), deutscher Fußballspieler
- Asta-Buruaga, Tomás (* 1996), chilenischer Fußballspieler
- Astachow, Georgi Alexandrowitsch (1897–1942), sowjetischer Diplomat
- Astachow, Nikolai Wladimirowitsch (1921–2001), sowjetischer und russischer Wissenschaftler auf dem Gebiet der Akustik
- Astachow, Sergei Nikitowitsch (1933–2020), sowjetischer bzw. russischer Prähistoriker
- Astachow, Sergei Wikontowitsch (* 1969), russischer Schauspieler
- Astachowa, Anna Michailowna (1886–1971), russische bzw. sowjetische Historikerin, Folkloristin und Hochschullehrerin
- Astachowa, Darja Igorewna (* 2002), russische Tennisspielerin
- Astachowa, Polina (1936–2005), sowjetische Turnerin
- Astafei, Alina (* 1969), deutsche Hochspringerin rumänischer Herkunft
- Astafei, Petre (* 1942), rumänischer Stabhochspringer
- Astafei, Victor (* 1987), rumänischer Fußballspieler
- Astafjevs, Vitālijs (* 1971), lettischer Fußballspieler
- Astafjew, Jakow Timofejewitsch (1819–1879), russischer Marine-Offizier, Hydrograph und Forschungsreisender
- Astafjew, Wiktor Petrowitsch (1924–2001), russischer Schriftsteller
- Astafjewa, Dascha (* 1985), ukrainische Schauspielerin, Sängerin und Model
- Astafjewa, Wira (1867–1927), ukrainische Opernsängerin
- Astaire, Adele (1896–1981), US-amerikanische Tänzerin und Entertainerin
- Astaire, Fred (1899–1987), US-amerikanischer Tänzer, Sänger und SchauspielerFred Astaire (1899–1987)

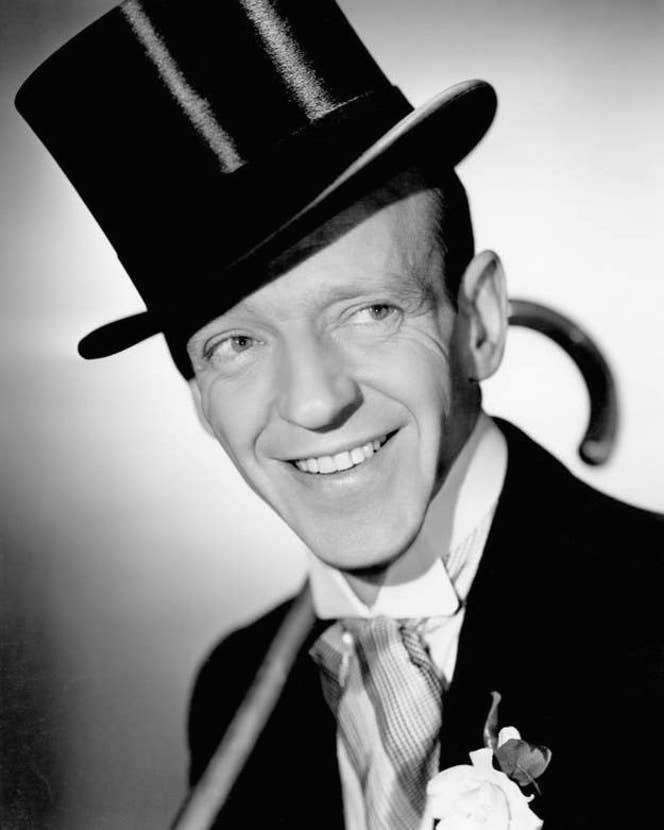
Fred Astaire (1899–1987)

- Astala, Kari (* 1953), finnischer Mathematiker
- Astall, Gordon (1927–2020), englischer Fußballspieler
- Astalli, Camillo († 1663), italienischer Kardinal
- Astalli, Fulvio (1655–1721), italienischer Kardinal und Bischof
- Astalos, Ivica (* 1954), deutscher Cartoonist, Texter und Grafiker ungarisch-jugoslawischer Abstammung
- Astan, Thomas (1942–2024), deutscher Ordenspriester, Schauspieler und Theaterregisseur
- Astaneh Lopez, Alex (* 1987), irischer Schachspieler
- Astanjelove, Noa (* 1999), israelische SchauspielerinNoa Astanjelove (* 1999)

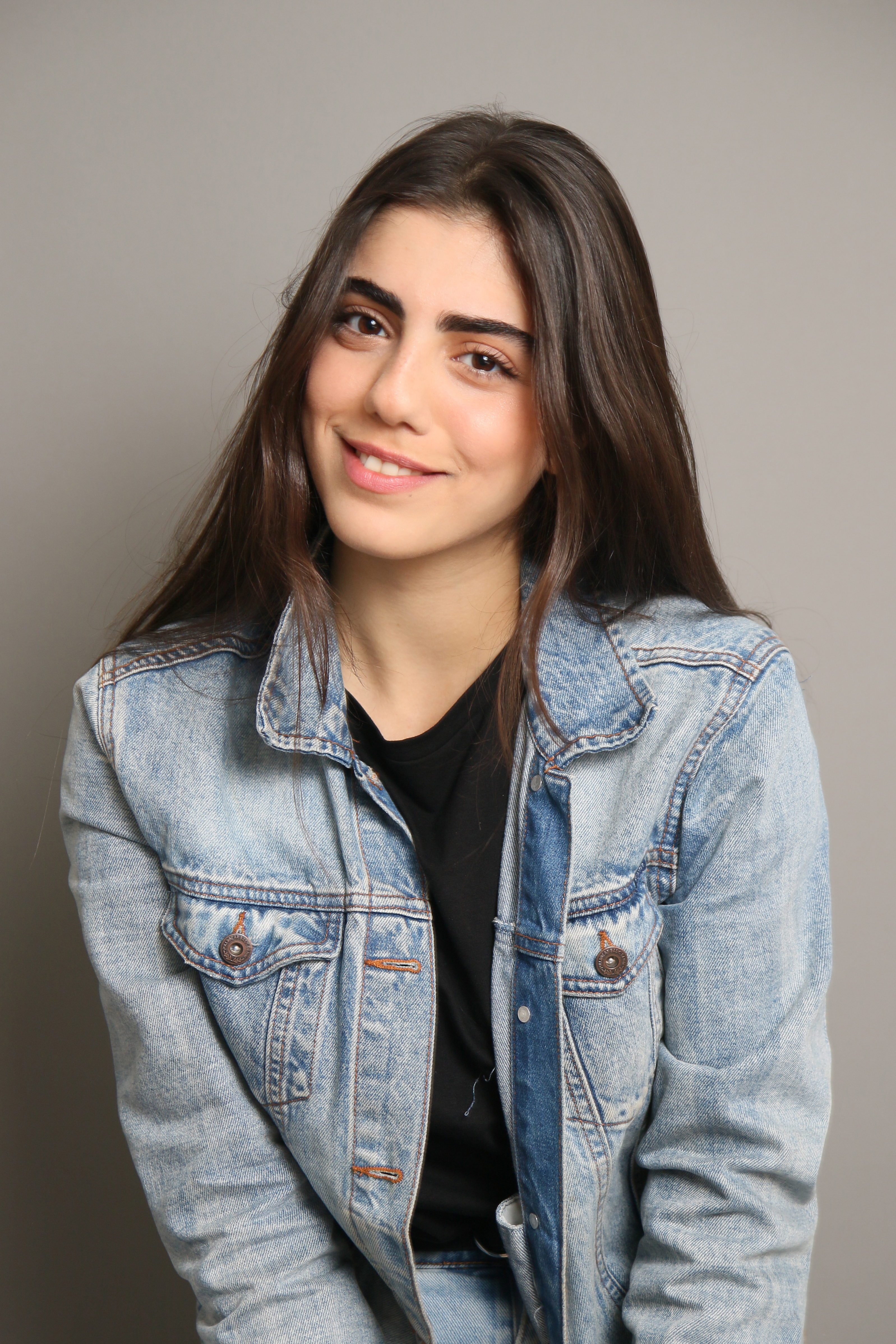
Noa Astanjelove (* 1999)

- Astanova, Lola (* 1982), russische Pianistin
- Astanow, Jelchan (* 2000), kasachischer Fußballspieler
- Astanow, Sultanbek (* 1999), kasachischer Fußballspieler
- Astapenka, Jury (* 1990), belarussischer Skilangläufer
- Astapkowitsch, Ihar (* 1963), belarussischer Hammerwerfer
- Astapowski, Wladimir Alexandrowitsch (1946–2012), sowjetischer Fußballspieler
- Astaptschuk, Nadseja (* 1980), belarussische Leichtathletin
- Astar, Shay (* 1981), US-amerikanische Schauspielerin und Sängerin
- Astarabadi, Bibi Khanum († 1921), iranische Schriftstellerin, Satirikerin und eine der Pionierinnen der Frauenbewegung im Iran
- Astare, Kemal (* 1960), deutscher Schriftsteller zazaischer Abstammung
- Astarita, Mario (1896–1979), italienischer Bankier und Kunstsammler
- Astarita, Néstor (1938–2024), argentinischer Jazzmusiker (Schlagzeug)
- Astarloa, Igor (* 1976), spanischer Radrennfahrer
- Astarloza, Mikel (* 1979), spanischer Radsportler
- Astaschkin, Andrei, sowjetischer Skilangläufer
- Astašenko, Kaspars (1975–2012), lettischer Eishockeyspieler
- Astaspes († 324 v. Chr.), Satrap von Karmanien
- Astatke, Mulatu (* 1943), äthiopischer Musiker

### Astb
- Astbury, Andrew (* 1960), britischer Schwimmer
- Astbury, Ian (* 1962), britischer RocksängerIan Astbury (* 1962)

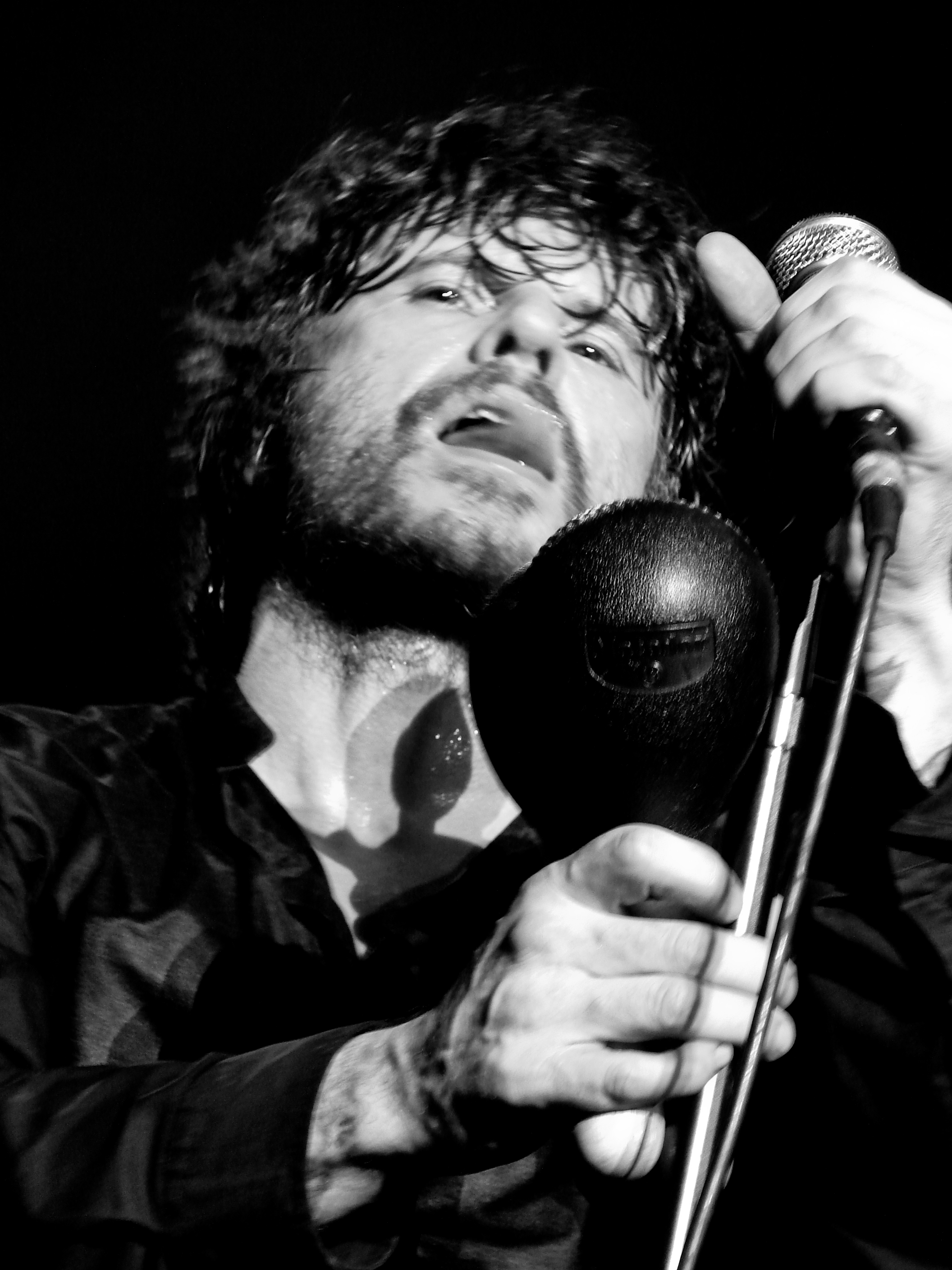
Ian Astbury (* 1962)

- Astbury, William (1898–1961), englischer Physiker und Molekularbiologe

### Aste
- Aste, Armando (1926–2017), italienischer Alpinist
- Aste, Daniel (* 1947), argentinischer Tangosänger
- Aste, Marcello d’ (1657–1709), italienischer römisch-katholischer Geistlicher, päpstlicher Diplomat, Bischof und Kardinal
- Aste, Paul (1916–1988), österreichischer Bobfahrer und Rodler
- Asteas, griechischer Vasenmaler
- Åstedt, Niklas (* 1990), schwedischer Pokerspieler
- Astegiano, Daniel (* 1952), argentinischer Fußballspieler
- Astel, Arnfrid (1933–2018), deutscher LyrikerArnfrid Astel (1933–2018)

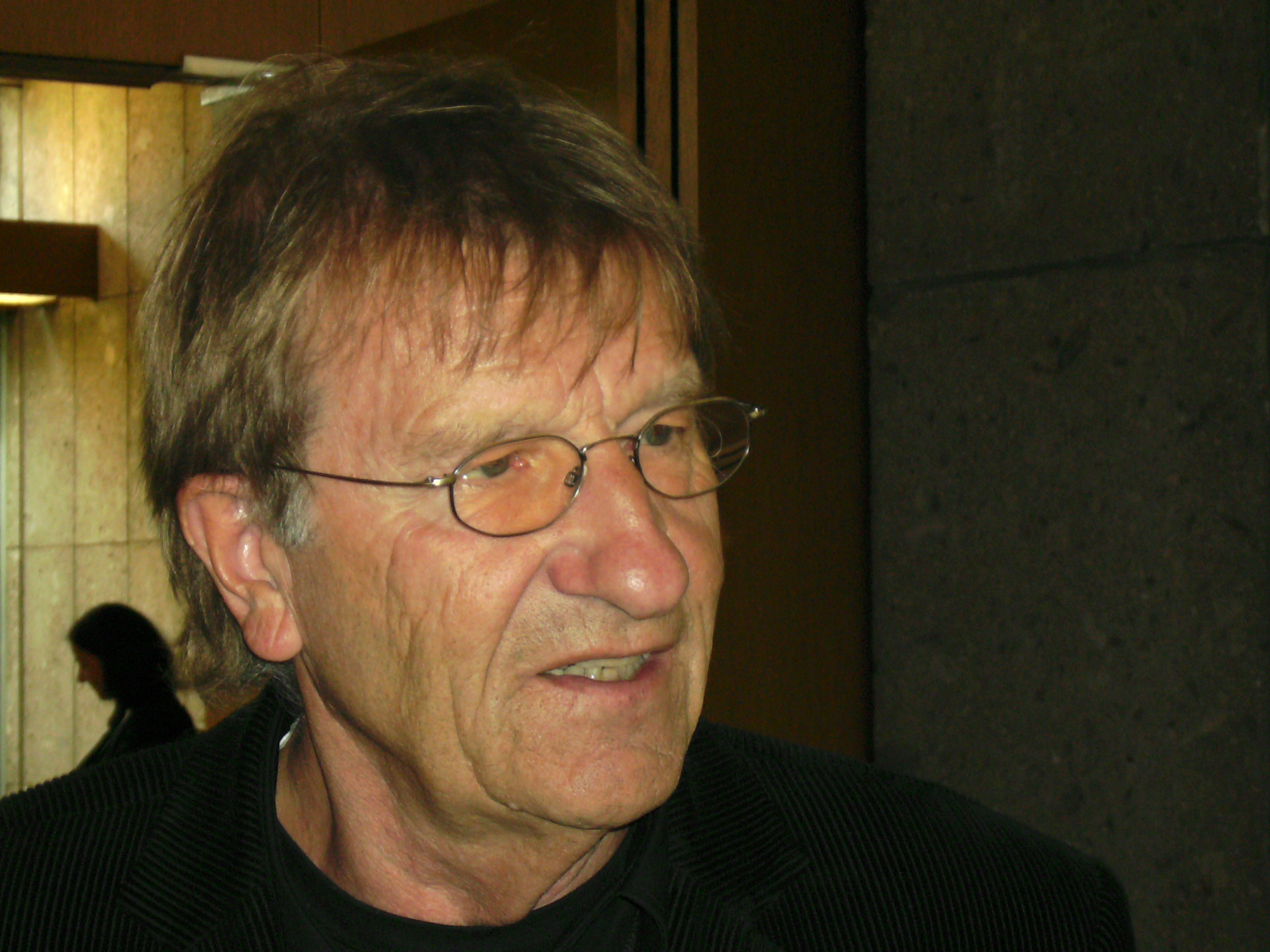
Arnfrid Astel (1933–2018)

- Astel, Joachim (1901–1942), tschechoslowakischer Rabbiner polnischer Herkunft
- Astel, Karl (1898–1945), deutscher „Rassenforscher“ und nationalsozialistischer „Rassenhygieniker“
- Astell, Mary (1666–1731), englische Schriftstellerin, Rhetorikerin und Philosophin
- Asten, Anna Schultzen von (1848–1903), österreichische Sängerin
- Asten, Julie von (1839–1923), österreichisch-deutsche Pianistin und Klavierlehrerin
- Asten, Leopold van (* 1976), niederländischer Springreiter
- Asten, Lili von (1879–1924), deutsche Malerin und Radiererin der Düsseldorfer Schule
- Asten, Paul (1861–1925), deutscher Reichsgerichtsrat
- Asten, Verena von (1932–2025), deutsche Schriftstellerin
- Astengo, Eduardo (1905–1969), peruanischer Fußballspieler
- Astengo, Fernando (* 1960), chilenischer Fußballspieler
- Astepe, Ulaş Tuna (* 1988), türkischer Schauspieler
- Aster, Ari (* 1986), US-amerikanischer Filmregisseur, Drehbuchautor und FilmproduzentAri Aster (* 1986)

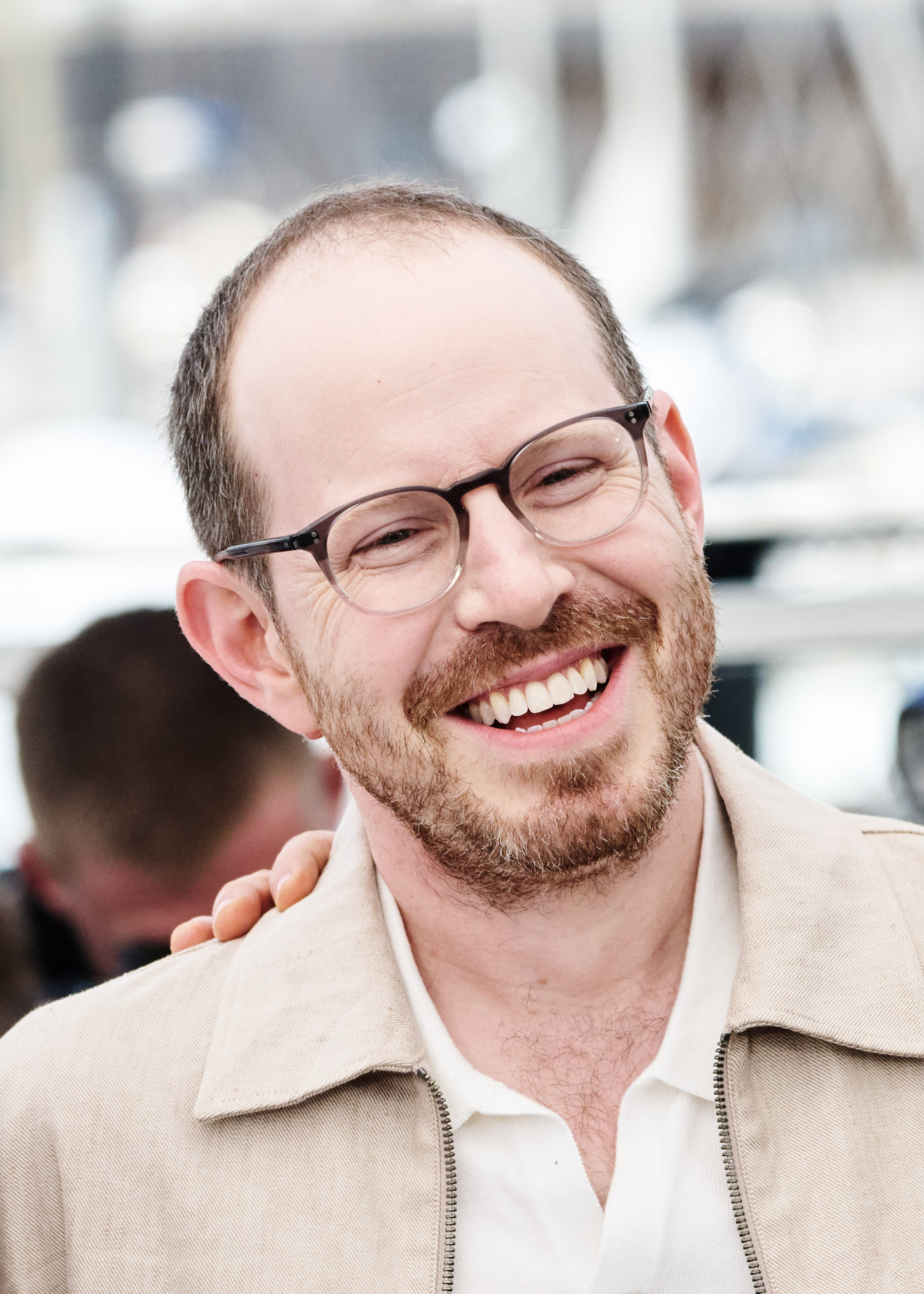
Ari Aster (* 1986)

- Aster, Camillo (1845–1923), sächsischer Oberst
- Aster, Carl Heinrich (1782–1855), Militärschriftsteller
- Aster, Christian von (* 1973), deutscher Schriftsteller, Regisseur und Drehbuchautor
- Aster, Ernst Ludwig von (1778–1855), preußischer General der Infanterie
- Aster, Ernst von (1880–1948), deutscher Philosoph
- Aster, Ernst-Ludwig von (1902–1986), deutscher Jagd- und Tiermaler
- Aster, Friedrich Ludwig (1732–1804), sächsischer Offizier, zuletzt Generalmajor sowie Chef des Ingenieurkorps
- Aster, Georg (1849–1917), deutscher Architekt
- Aster, Richard (1900–1945), deutscher SA-Führer, zuletzt im Rang eines SA-Gruppenführers
- Asterhed, Robin (* 1987), schwedischer Fußballtrainer
- Asteriti, Sergio (1930–2024), italienischer Comiczeichner
- Asterius von Amaseia, Kirchenschriftsteller, Bischof von Amaseia
- Astesan, Jacques Thomas (1724–1783), savoyischer römisch-katholischer Bischof von Nizza und Erzbischof von Oristano
- Astete, Fernanda (* 1997), chilenische Tennisspielerin

### Astf
- Astfalck, Eleonore (1900–1991), deutsche Heil- und Sozialpädagogin
- Astfalck, Theodor (1852–1910), deutscher Architekt und Baubeamter
- Astfalck-Vietz, Marta (1901–1994), deutsche Fotografin und Künstlerin
- Astfäller, Josef (1907–1997), deutscher Jurist und Verwaltungsbeamter
- Astfeld, Georg Mackensen von (1882–1964), deutscher Wirtschaftsfunktionär und Generalleutnant der Luftwaffe

### Asth
- Asther, Gunnar (1892–1974), schwedischer Segler
- Asther, Nils (1897–1981), schwedischer Schauspieler
- Ásthildur Helgadóttir (* 1976), isländische Fußballspielerin
- Ásthildur Lóa Þórsdóttir (* 1966), isländische Politikerin
- Astholz, Friedrich junior, deutscher Verleger von Ansichtskarten
- Asthöwer, Fritz (1835–1913), deutscher Ingenieur, Stadtverordneter

### Asti
- Asti, Adriana (1931–2025), italienische Schauspielerin
- Asti, Angelo (1847–1903), italienisch-französischer Porträt- und Aktmaler
- Asti, Eugene (* 1962), US-amerikanischer Pianist und Musikpädagoge
- Astiazarán Gutiérrez, Antonio Francisco (* 1971), mexikanischer Politiker, Bürgermeister von Guaymas
- Astiazarán, Pantaleón (* 1948), uruguayischer Fotograf
- Astié, Jean-Frédéric (1822–1894), französischer evangelischer Geistlicher und Theologe
- Astier de La Vigerie, Emmanuel d’ (1900–1969), französischer Politiker und Mitglied der Résistance, Mitglied der Nationalversammlung
- Astier, Marcel-François (1885–1947), französischer Politiker
- Astigarraga Lizarralde, José Luis (1940–2017), spanischer Ordensgeistlicher und Apostolischer Vikar von Yurimaguas
- Astigarraga, Ignacio (* 1936), spanischer Radrennfahrer
- Astill, Adam, britischer Schauspieler
- Astill, Tommy (1889–1970), englischer Fußballspieler
- Astin, Christine (* 1967), US-amerikanische Filmproduzentin
- Astin, John (* 1930), US-amerikanischer Schauspieler und Regisseur im Film und Fernsehen
- Astin, Mackenzie (* 1973), US-amerikanischer Schauspieler
- Astin, Sean (* 1971), US-amerikanischer Schauspieler, Regisseur, Autor und FilmproduzentSean Astin (* 1971)

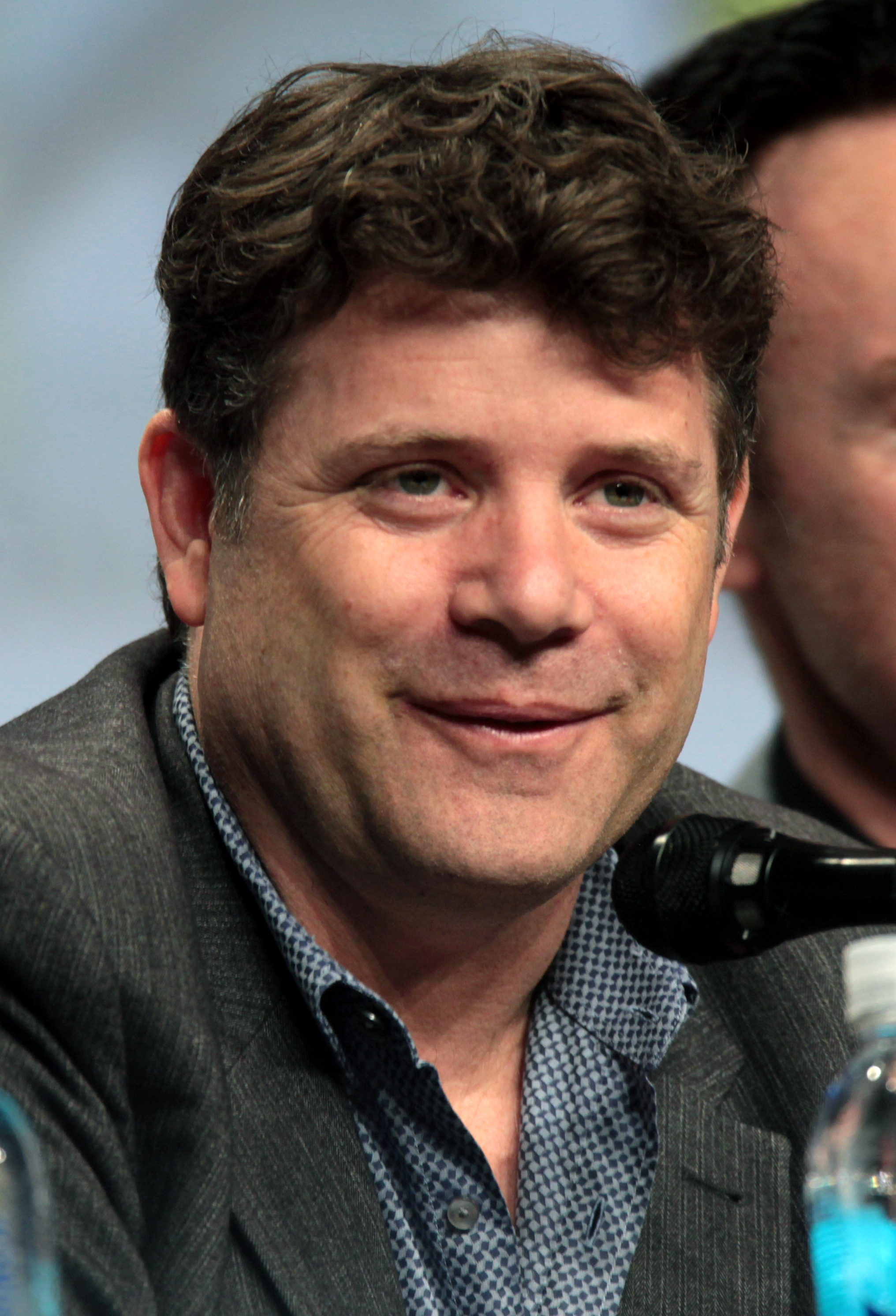
Sean Astin (* 1971)

- Astin, Skylar (* 1987), US-amerikanischer Schauspieler
- Astios, christlicher Heiliger und Märtyrer
- Astiruwa, König des neo-hethitischen Karkemisch
- Astiz, Alfredo (* 1951), argentinischer Offizier
- Astiz, Iñaki (* 1983), spanischer Fußballspieler

### Astl
- Astl, Fritz (1944–2000), österreichischer Politiker (ÖVP), Tiroler Landtagsabgeordneter und Landesrat
- Astl, Johann (1891–1964), österreichischer Elektriker und Politiker (SPÖ), Landtagsabgeordneter, Abgeordneter zum Nationalrat
- Astl, Lienhart, Bildschnitzer und Fassmaler der Spätgotik
- Astl-Leonhard, Anna (1860–1924), österreichische Schriftstellerin
- Astle, Jeff (1942–2002), englischer Fußballspieler
- Astle, Ruth (* 1989), britische Triathletin
- Astleitner, Notburga (* 1958), österreichische Politikerin (ÖVP), Mitglied des Bundesrates
- Astler, Erhard Theodor (1914–1998), deutscher Maler, Grafiker und Zeichner
- Astles, Bob (1924–2012), britischer Soldat und Kolonialbeamter in Uganda
- Astley, Andrew de, 1 Baron Astley († 1301), englischer Adliger
- Astley, Edward, 22. Baron Hastings (1912–2007), britischer Adliger und Politiker
- Astley, Edwin (1922–1998), britischer Filmkomponist
- Astley, John († 1486), englischer Ritter
- Astley, John (* 1989), englischer Snookerspieler
- Astley, Justin (* 1983), englischer Snookerspieler
- Astley, Mark (* 1969), kanadisch-schweizerischer Eishockeyspieler
- Astley, Nicholas de, 2 Baron Astley († 1325), englischer Adliger
- Astley, Philip (1742–1814), Begründer des modernen Zirkus
- Astley, Rick (* 1966), britischer SängerRick Astley (* 1966)

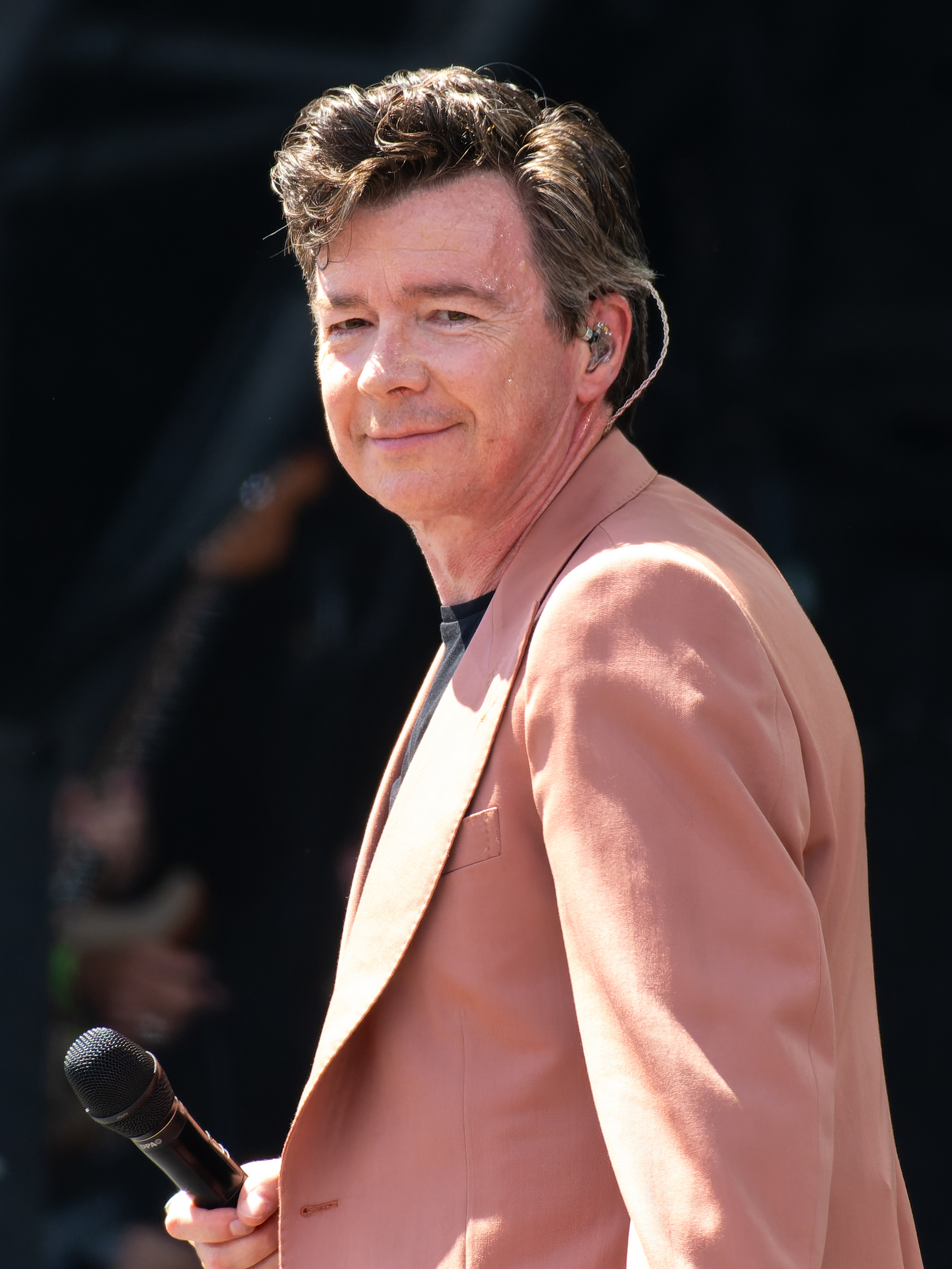
Rick Astley (* 1966)

- Astley, Ryan (* 2001), walisischer Fußballspieler
- Astley, Thea (1925–2004), australische Schriftstellerin
- Astley, Virginia (* 1959), britische Musikerin

### Astm
- Astmann, Chrysostomus (1775–1834), Abt des Klosters Osek

### Astn
- Astner, Carl (1862–1914), österreichischer Opernsänger (Bariton)
- Astner, Leopold (* 1961), österreichischer Politiker (ÖVP)
- Astner, Nina (* 2000), österreichische Skirennläuferin
- Astner, Siegmund (* 1954), österreichischer Politiker (SPÖ), Abgeordneter zum Kärntner Landtag

### Asto
- Astola, Tiina (* 1953), finnische EU-Beamtin
- Astolfi, Christophe (* 1977), französischer Jazzgitarrist
- Astolfi, Italo (1917–2004), italienischer Bahnradsportler
- Aston, Alfred (1912–2003), französischer Fußballspieler
- Aston, Bill (1900–1974), britischer Rennfahrer
- Aston, Charles Reginald (1832–1908), britischer Landschafts- und Architekturmaler
- Aston, Emily (* 1982), britische Schauspielerin
- Aston, Francis William (1877–1945), englischer Chemiker und Physiker; Nobelpreis 1922 in Chemie
- Aston, Jay (* 1961), britische Sängerin
- Aston, John junior (* 1947), englischer Fußballspieler
- Aston, John senior (1921–2003), englischer Fußballspieler
- Aston, Ken (1915–2001), englischer Fußballschiedsrichter
- Aston, Louise (1814–1871), deutsche Schriftstellerin und Vorkämpferin für die demokratische Revolution und Frauenbewegung
- Aston, Mick (1946–2013), britischer Archäologe
- Aston, Tilly (1873–1947), australische Blindenschriftstellerin, Pädagogin und Sozialreformerin
- Aston, Walter (* 1926), namibischer Politiker
- Aston, Walter, 1. Lord Aston of Forfar (1584–1639), englisch-schottischer Adliger und Diplomat
- Aston, William George (1841–1911), britischer Japanologe und Konsularbeamter in Japan und Korea
- Aston-Reese, Zach (* 1994), US-amerikanischer Eishockeyspieler
- Astor, Ava Willing (1868–1958), US-amerikanische High Society-Lady in der New Yorker Gesellschaft, später ein Mitglied der britischen AristokratieAva Willing Astor (1868–1958)

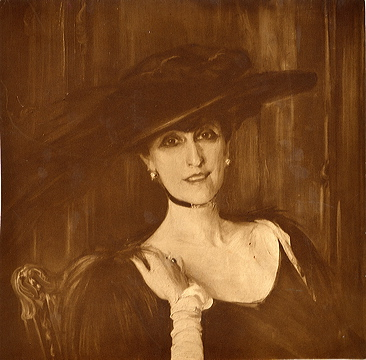
Ava Willing Astor (1868–1958)

- Astor, Betty (1902–1972), deutsche Filmschauspielerin
- Astor, Bob (* 1915), US-amerikanischer Komponist und Bandleader des Swing
- Astor, Brooke (1902–2007), US-amerikanische Wohltäterin
- Astor, David (1912–2001), britischer Journalist und Zeitungsverleger
- Astor, Eva (1944–2020), österreichische Schauspielerin und Schlagersängerin
- Astor, Felix (* 1968), deutscher Jazzmusiker (Schlagzeug, Gitarre, Gesang, Komposition)
- Astor, Gavin, 2. Baron Astor of Hever (1918–1984), britischer Peer und Verleger
- Astor, Georg Peter (1752–1813), deutscher Unternehmer
- Astor, Gertrude (1887–1977), US-amerikanische Schauspielerin
- Astor, Jacob (1867–1938), deutscher Politiker, MdR
- Astor, Johann Jakob (1763–1848), deutschamerikanischer Unternehmer
- Astor, John Jacob IV (1864–1912), US-amerikanischer Geschäftsmann, Erfinder und SchriftstellerJohn Jacob Astor IV (1864–1912)

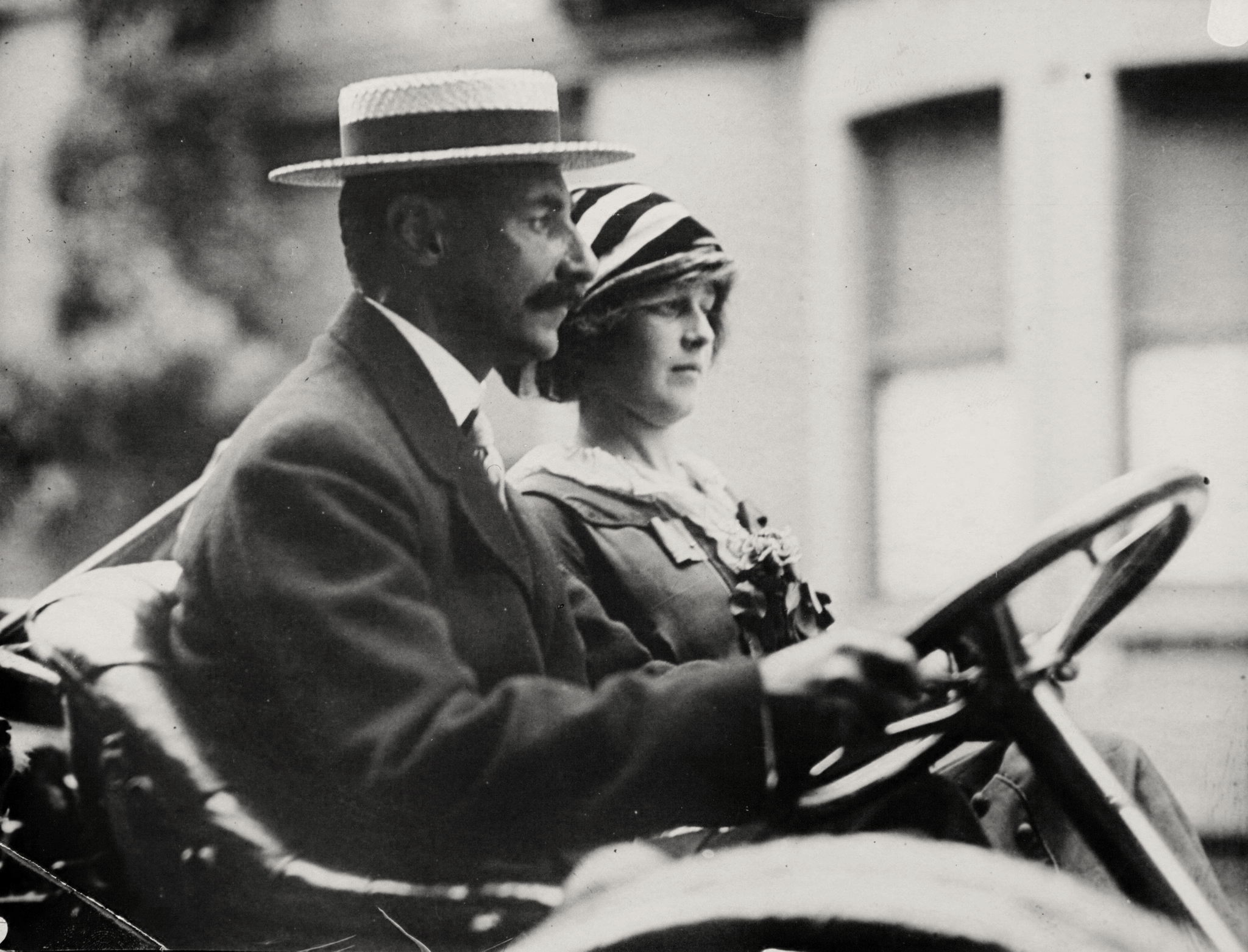
John Jacob Astor IV (1864–1912)

- Astor, John Jacob, 1. Baron Astor of Hever (1886–1971), britischer Geschäftsmann und Politiker, Mitglied des House of Commons, Peer
- Astor, John, 3. Baron Astor of Hever (* 1946), britischer Geschäftsmann und Peer
- Astor, Junie (1911–1967), französische Schauspielerin
- Astor, Madeleine (1893–1940), US-amerikanische Ehefrau von John Jacob Astor IV.
- Astor, Mary (1906–1987), US-amerikanische Schauspielerin und Autorin
- Astor, Nancy (1879–1964), britische Politikerin, Mitglied des House of Commons
- Astor, Pauline (1880–1972), britisches Mitglied der Astor-Familie
- Astor, Roland (1941–2024), österreichischer Schauspieler
- Astor, Tom (* 1943), deutscher Sänger, Komponist, Texter und Produzent
- Astor, Waldorf, 2. Viscount Astor (1879–1952), britischer Peer und Politiker
- Astor, William Backhouse (1792–1875), US-amerikanischer Geschäftsmann
- Astor, William Backhouse junior (1829–1892), US-amerikanischer Unternehmer, Enkel des Firmengründers Johann Jakob Astor
- Astor, William Waldorf, 1. Viscount Astor (1848–1919), amerikanisch-britischer Finanzier und Staatsmann
- Astor, William Waldorf, 3. Viscount Astor (1907–1966), britischer Politiker, Geschäftsmann und Peer
- Astor, William, 4. Viscount Astor (* 1951), britischer Adliger und Politiker
- Astor, Willy (* 1961), deutscher Kabarettist, Musiker und KomponistWilly Astor (* 1961)

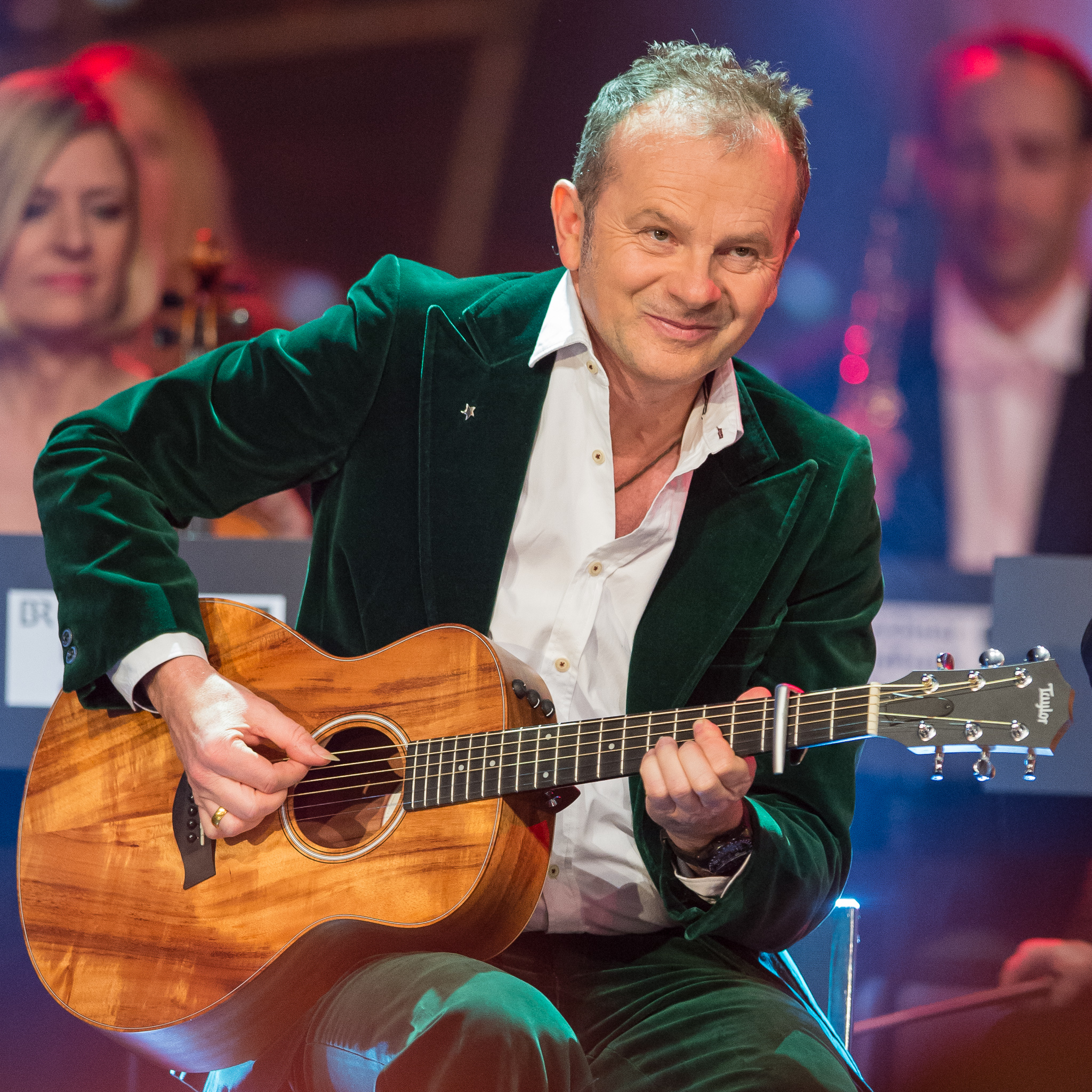
Willy Astor (* 1961)

- Astore, Mireille (* 1961), libanesisch-australische Fotografin, Videokünstlerin, Performancekünstlerin und Autorin
- Astorga Salinas, José Ramón (1831–1906), chilenischer römisch-katholischer Geistlicher und Weihbischof in Santiago de Chile
- Astorga, Emanuele d’ (* 1680), italienischer Komponist
- Astorga, Emiliano (* 1960), chilenischer Fußballspieler
- Astorga, Manuel (* 1937), chilenischer Fußballtorhüter
- Astorga, Nora († 1988), nicaraguanische Guerilla-Kämpferin während der Revolution 1979, Botschafterin
- Astorga, Vicente (1934–1975), chilenischer Fußballspieler
- Astori, Danilo (1940–2023), uruguayischer Politiker
- Astori, Davide (1987–2018), italienischer FußballspielerDavide Astori (1987–2018)

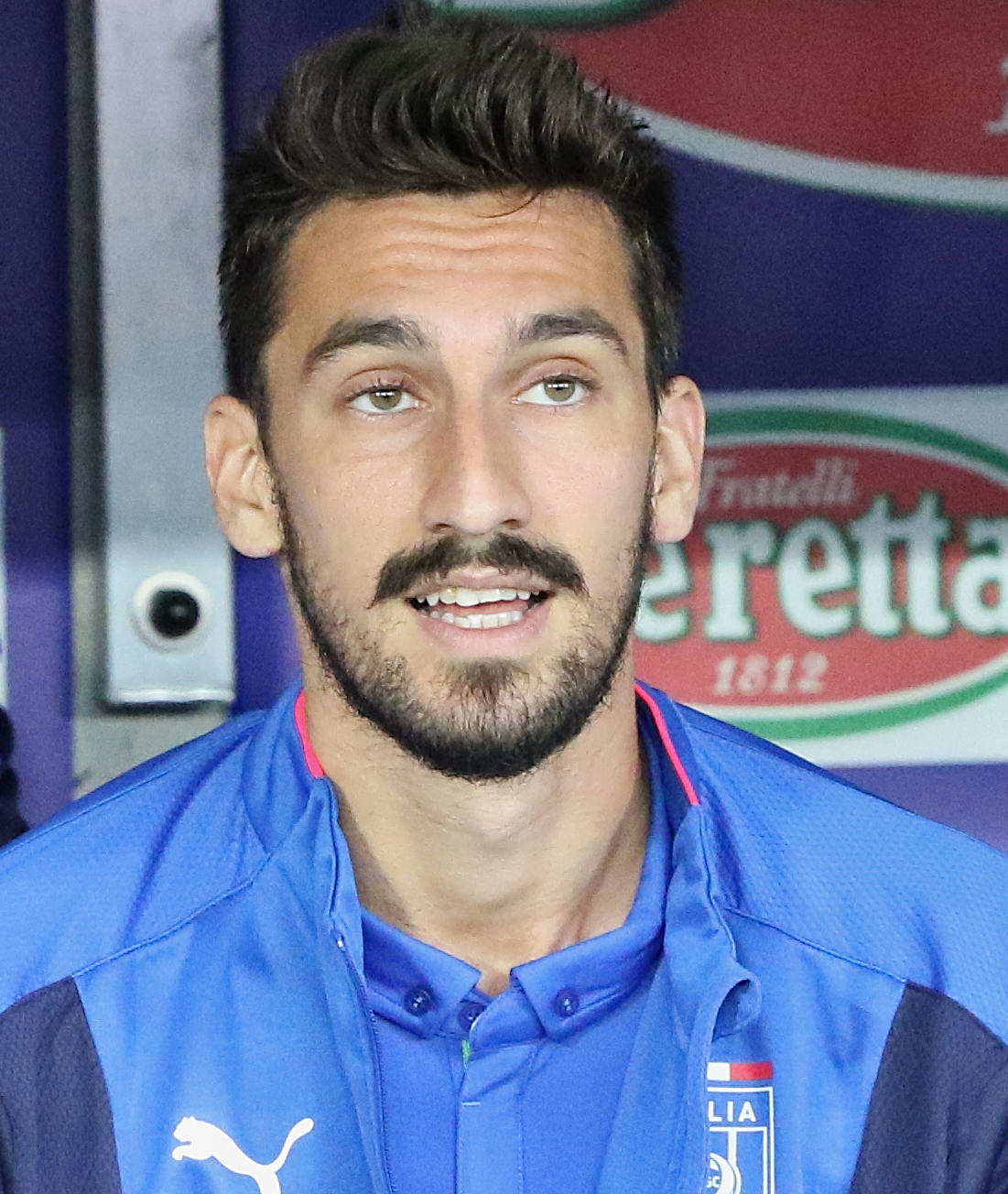
Davide Astori (1987–2018)

- Astorre I. Manfredi († 1405), italienischer Condottiere und Herr von Faenza
- Astorre II. Manfredi (1412–1468), italienischer Condottiere und Herr von Faenza und Imola
- Astorri, Mario (1920–1989), italienischer Fußballspieler und -trainer

### Astr
- Astrachanzew, Konstantin Weniaminowitsch (* 1967), russischer Eishockeyspieler
- Astrachanzew, Wladimir (* 1960), ukrainischer Violinist
- Astrada, Leonardo (* 1970), argentinischer Fußballspieler und -trainer
- Astralabius, französischer Geistlicher
- Åstrand, Per-Olof (1922–2015), schwedischer Physiologe, Hochschullehrer und Forscher
- Astrath, Ewald (1932–2009), deutscher Handballspieler, -trainer und -funktionär
- Astraud, Bernard (1922–1985), französischer Pilot und Unternehmer
- Astrauskas, Algirdas (* 1960), litauischer Ökonom und Politiker, ehemaliger Vize-Innenminister
- Astrauskas, Paulius (* 1987), litauischer Politiker, Vizeminister der Landwirtschaft Litauens
- Astrauskas, Rimantas (* 1955), litauischer Politiker, Mitglied des Seimas
- Astrauskas, Vytautas (1927–2004), litauischer Rheumatologe und Politiker
- Astrauskas, Vytautas (1930–2017), litauischer Politiker
- Astray, Pedro (* 1992), spanischer Fußballspieler
- Astrid von Belgien (* 1962), belgische Prinzessin
- Astrid von Norwegen (* 1932), norwegische Adelige, Prinzessin von Norwegen
- Astrid von Schweden (1905–1935), schwedische Adelige, Prinzessin von Schweden, Königin der BelgierAstrid von Schweden (1905–1935)

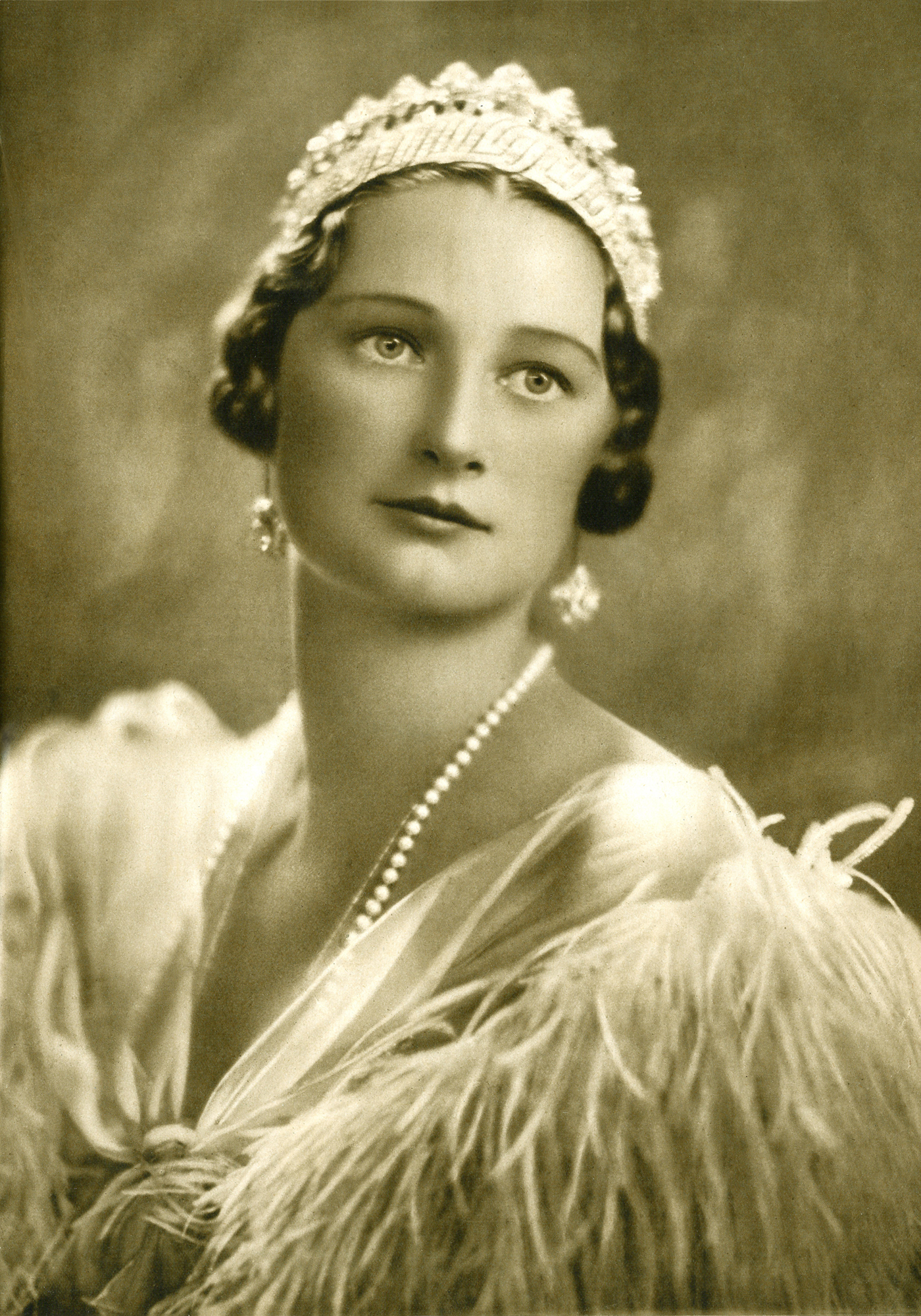
Astrid von Schweden (1905–1935)

- Astrik († 1037), Geistlicher, Abt von Břevnov und Erzbischof von Gran
- Astrix (* 1981), sowjetisch-israelischer Psytrance-DJ und -Produzent
- Astroboter (* 1987), deutscher Produzent, Komponist und Musiker
- Astroh, Michael (* 1954), deutscher Philosoph
- Åström, Anna (* 1990), schwedische Schauspielerin
- Åström, Emma Irene (1847–1934), finnische Lehrerin
- Åström, Gunnar (1904–1952), finnischer Fußballspieler
- Åström, Hardy (* 1951), schwedischer Eishockeytorwart
- Åström, Karl Johan (* 1934), schwedischer Mathematiker und Ingenieur
- Åström, Karl-Erik (1924–1993), schwedischer Skilangläufer
- Åström, Kristofer (* 1974), schwedischer Singer-Songwriter
- Åström, Ludvig Jurmala (* 1999), schwedischer Handballspieler
- Åström, Magnus, schwedischer Skispringer
- Åström, Maja (* 1982), schwedische Fußballspielerin
- Åström, Nina (* 1962), finnische Gospelsängerin und Songschreiberin
- Åström, Paul (1929–2008), schwedischer Archäologe
- Åström, Sverker (1915–2012), schwedischer Diplomat
- Astronomus, Biograf Ludwigs des Frommen
- Astroth, Horst (1923–2017), deutscher Geher
- Astrouskaja, Nadseja (* 1980), belarussische Tennisspielerin
- Astrouski, Radaslau (1887–1976), weißrussischer Politiker und Aktivist
- Astrow, Nikolai Alexandrowitsch (1906–1992), russischer Konstrukteur
- Astroza, Carlos (* 1976), chilenischer Fußballschiedsrichterassistent
- Astrua, Giancarlo (1927–2010), italienischer Radrennfahrer
- Astrua, Giovanna (1720–1757), italienische Opernsängerin (Sopran)
- Astruc, Alexandre (1923–2016), französischer Filmregisseur, Drehbuchautor und Schriftsteller
- Astruc, Didier (* 1946), französischer Chemiker
- Astruc, Élie-Aristide (1831–1905), französischer Rabbiner
- Astruc, Jean (1684–1766), französischer Arzt, Professor der Medizin und Bibelkritiker
- Astruc, Louis (1857–1904), französischer Schriftsteller okzitanischer Sprache
- Astruc, Miriam (1904–1963), französische Archäologin
- Astruc, Zacharie (1833–1907), französischer Bildhauer, Maler und Kunstkritiker
- Astrup, Arne (1922–2005), dänischer Jazzmusiker (Tenorsaxophon) und Diskograph
- Astrup, Eivind (1871–1895), norwegischer Polarforscher
- Astrup, Heidi (* 1972), dänische Handballspielerin
- Astrup, Holger (1948–2021), deutscher Politiker (SPD), MdL
- Astrup, Kim (* 1992), dänischer Badmintonspieler
- Astrup, Nikolai (1880–1928), norwegischer Maler
- Astrup, Nikolai (* 1978), norwegischer Politiker
- Astrup, Poul Bjørndahl (1915–2000), dänischer Physiologe und Laborchemiker

### Astu
- Astudillo, Aaron (* 2000), venezolanisch-chilenischer Fußballspieler
- Astudillo, Fernando (* 1950), chilenischer Fußballspieler
- Astudillo, Martín (* 1977), argentinischer Fußballspieler
- Astudillo, Ramón, argentinischer Fußballspieler
- Astudillo, Walter (* 1960), peruanischer Offizier und Verteidigungsminister
- Astudin, Nikolai von (1847–1925), russischer Landschaftsmaler
- Astuni, Giuseppe (1830–1911), italienischer römisch-katholischer Geistlicher und Bischof
- Asturias, Miguel Ángel (1899–1974), guatemaltekischer Schriftsteller, Diplomat, Nobelpreisträger für LiteraturMiguel Ángel Asturias (1899–1974)

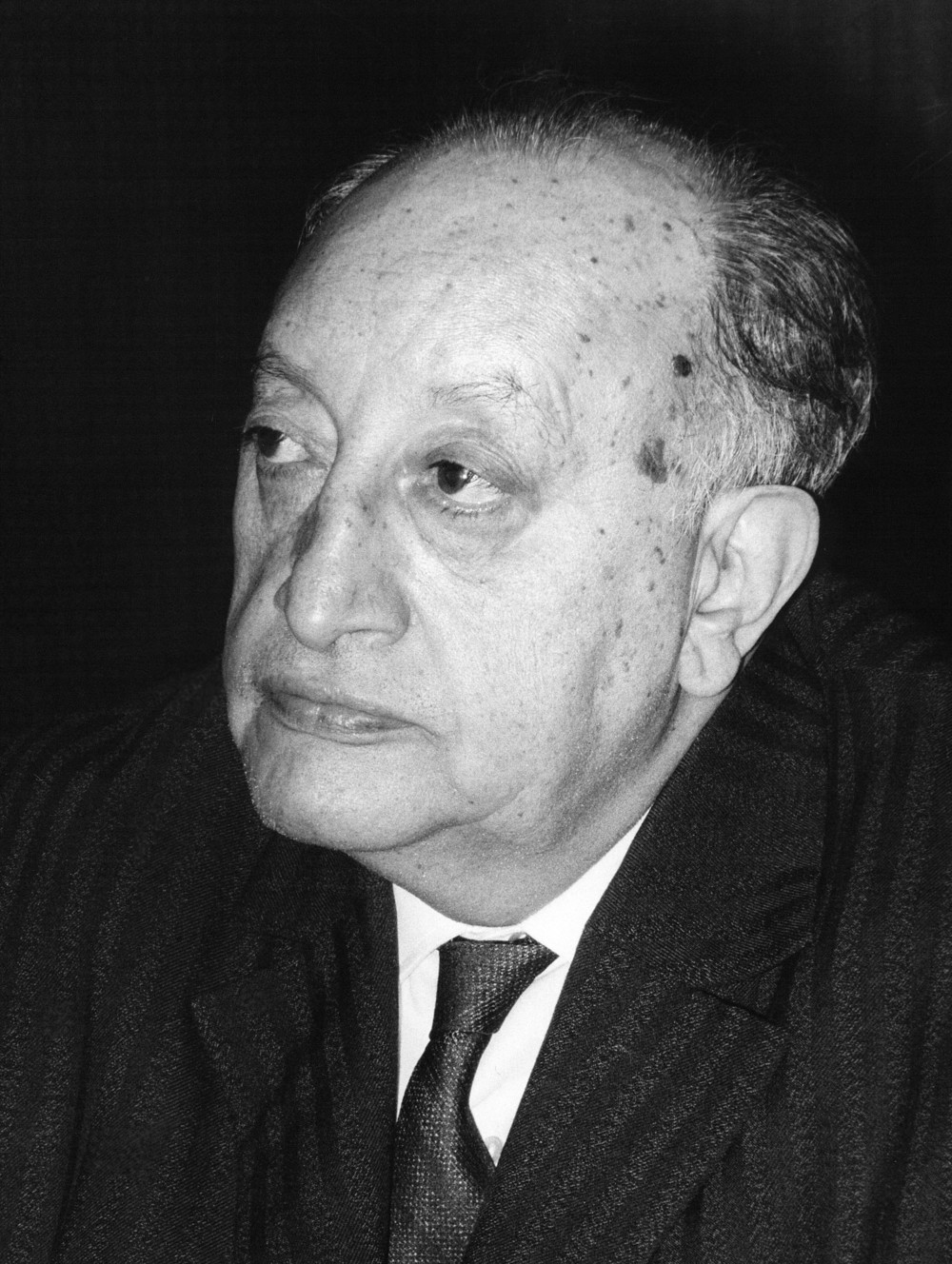
Miguel Ángel Asturias (1899–1974)

- Astuti, Domenico, italienischer Drehbuchautor und Filmregisseur

### Astw
- Astwazatrjan, Lewon (1922–2002), armenischer Komponist
- Astwood, Edwin B. (1909–1976), US-amerikanischer Endokrinologe

### Asty
- Astyages, medischer König
- Astylos von Kroton, griechischer Athlet, Olympiasieger
- Astyochos, spartanischer Flottenführer
- Astyr, Bobby (1937–2002), US-amerikanischer Pornodarsteller